# Complete Greatest Hits (альбом The Cars)
| Оценки критиков               | Оценки критиков |
| Источник                      | Оценка          |
| ----------------------------- | --------------- |
| AllMusic                      | [ 1 ]           |
| Encyclopedia of Popular Music | [ 2 ]           |

Complete Greatest Hits (с англ. — «Полный сборник лучших хитов») — четвёртый сборник американской рок-группы The Cars, выпущенный 19 февраля 2002 года на лейблах Elektra и Rhino. Он содержит 20 синглов и известных треков с альбомов в хронологическом порядке их первоначального выпуска. Продажи альбома возобновились после смерти Рика Окасека в сентябре 2019 года.

## Список композиций
Слова и музыка всех песен — Рик Окасек, кроме указанных иначе.
| №                   | Название                      | Автор(ы)            | Оригинальный альбом (год) | Длительность |
| ------------------- | ----------------------------- | ------------------- | ------------------------- | ------------ |
| 1.                  | «Just What I Needed»          |                     | The Cars (1978)           | 3:45         |
| 2.                  | «My Best Friend's Girl»       |                     | The Cars (1978)           | 3:45         |
| 3.                  | «Good Times Roll»             |                     | The Cars (1978)           | 3:47         |
| 4.                  | «You’re All I’ve Got Tonight» |                     | The Cars (1978)           | 4:14         |
| 5.                  | «Bye Bye Love»                |                     | The Cars (1978)           | 4:15         |
| 6.                  | «Moving in Stereo»            | Окасек, Грег Хоукс  | The Cars (1978)           | 4:46         |
| 7.                  | «Let’s Go»                    |                     | Candy-O (1979)            | 3:35         |
| 8.                  | «It’s All I Can Do»           |                     | Candy-O (1979)            | 3:45         |
| 9.                  | «Dangerous Type»              |                     | Candy-O (1979)            | 4:30         |
| 10.                 | «Touch and Go»                |                     | Panorama (1980)           | 4:57         |
| 11.                 | «Shake It Up»                 |                     | Shake It Up (1981)        | 3:35         |
| 12.                 | «Since You’re Gone»           |                     | Shake It Up (1981)        | 3:33         |
| 13.                 | «I’m Not the One»             |                     | Shake It Up (1981)        | 4:14         |
| 14.                 | «You Might Think»             |                     | Heartbeat City (1984)     | 3:07         |
| 15.                 | «Drive»                       |                     | Heartbeat City (1984)     | 3:57         |
| 16.                 | «Magic»                       |                     | Heartbeat City (1984)     | 3:59         |
| 17.                 | «Hello Again»                 |                     | Heartbeat City (1984)     | 3:48         |
| 18.                 | «Why Can’t I Have You»        |                     | Heartbeat City (1984)     | 4:05         |
| 19.                 | «Tonight She Comes»           |                     | Greatest Hits (1985)      | 3:56         |
| 20.                 | «You Are the Girl»            |                     | Door to Door (1987)       | 3:55         |
| Общая длительность: | Общая длительность:           | Общая длительность: | Общая длительность:       | 79:28        |

## Участники записи
Взято из примечаний на обложке альбома Complete Greatest Hits.

### The Cars
- Рик Окасек — вокал, ритм-гитара
- Эллиот Истон — соло-гитара, бэк-вокал
- Грег Хоукс — клавишные, перкуссия, саксофон, бэк-вокал
- Бенджамин Орр — вокал, бас-гитара
- Дэвид Робинсон — ударные, перкуссия, бэк-вокал

### Продюсирование
- Рой Томас Бейкер — продюсер (1–13)
- Роберт Джон «Матт» Ланг — продюсер (14–18)
- The Cars — продюсеры (14–19), продюсирование компиляции
- Майк Шипли[англ.] — продюсер (19)
- Рик Окасек — продюсер (20)
- Грег Хоукс — дополнительный продюсер (20)
- Дэвид МакЛис — продюсирование компиляции
- Билл Инглот[англ.] — продюсирование звука
- Дэн Херш — ремастеринг

### Оформление
- Бретт Милано[англ.] — примечания к буклету
- Ли Холл — координация примечаний к буклету
- Грег Аллен — арт-директор, дизайн
- Дэвид Робинсон — фотографии с Полароида
- Эбет Робертс — фотографии буклета
- Б. С. Каган — фотографии буклета
- Брайан МакЛафлин — фотография (страница 15)

## Чарты
| Чарт (2002)              | Наивысшая позиция |
| ------------------------ | ----------------- |
| Australian Albums (ARIA) | 65                |
| Новая Зеландия (RMNZ)    | 10                |

| Чарт (2019)                     | Наивысшая позиция |
| ------------------------------- | ----------------- |
| Канада (Canadian Albums Chart)  | 55                |
| США (Billboard 200)             | 32                |
| США (Billboard Top Rock Albums) | 6                 |

## Сертификации
| Регион                                                      | Сертификация | Продажи |
| ----------------------------------------------------------- | ------------ | ------- |
| Австралия (ARIA)                                            | Золотой      | 35 000^ |
| ^ Данные о тиражах приведены только на основе сертификации. |              |         |